# Witry-lès-Reims
Witry-lès-Reims település Franciaországban, Marne megyében. Lakosainak száma 4958 fő (2022. január 1.). Witry-lès-Reims Berru, Bétheny, Caurel, Cernay-lès-Reims, Pomacle, Reims és Bourgogne-Fresne községekkel határos.

## Népesség
A település népessége az elmúlt években az alábbi módon változott:
| Lakosok száma | 1502 | 4674 | 4572 | 4704 | 4833 | 5019 | 5020 | 4971 | 4951 | 4958 |
|               | 1968 | 1982 | 1990 | 2006 | 2013 | 2015 | 2017 | 2019 | 2020 | 2022 |